# Antoine Court de Gébelin
Antoine Court (Nimes, 7 de enero de 1725 – París, 10 de mayo de 1784), más conocido como Antoine Court de Gébelin, fue un escritor y esotérico francés.
Abandonó su labor como pastor protestante para dedicarse a sus estudios, que incluían algunas de las principales teorías esotéricas de la época, como la rosacruz, el hermetismo, la cábala, las teorías de Emanuel Swedenborg y la masonería esotérica. Es autor de una obra contundente en tomos en la que argumentó que la humanidad había vivido una edad de oro perdida, antes de fragmentarse en más civilizaciones, dispersando y olvidando la sabiduría ancestral. Su interpretación de las cartas del tarot creadas por los antiguos sacerdotes egipcios para ocultar su sabiduría, inició la tradición esotérica que las considera una fuente de conocimiento arcano.

## Biografía
El padre de De Gébelin, Antoine Court, el líder hugonote, abandonó Francia tras la revocación del Edicto de Nantes, llevándose a su hijo con él. Court de Gébelin comenzó una carrera eclesiástica estudiando en el seminario de Lausana donde terminó sus estudios en 1754 y permaneció enseñando filosofía y colaborando con su padre para mantener el contacto con la Iglesia reformada de Francia. Incursionó en la masonería en la logia Les Amis Réunis, en 1771, donde dio una serie de conferencias sobre el significado alegórico de los grados masónicos y más tarde formó parte de la logia Les Neuf Sœurs. 
Reinterpretando la recreación clásica y renacentista de una edad de oro en los albores de la historia humana, propuso un regreso a ella y afirmó que la civilización mundial primitiva había avanzado e iluminado. Es el padre intelectual de muchos conceptos del ocultismo moderno. Se centró en el origen universal de las lenguas en la antigüedad y la hermenéutica del simbolismo. Aunque sus puntos de vista sobre la hermenéutica y la religión eran en general conservadores, sus ideas originales y su investigación sobre los orígenes del lenguaje lo sitúan entre los pioneros de la lingüística. A partir de 1773 comienza la publicación de la enciclopedia Le Monde primitif, analysé et comparé avec le monde moderne, en la que expone sus ideas. Publicó un total de nueve volúmenes, pero el trabajo quedó incompleto debido a su muerte en 1784.
Las hipótesis históricas de Gébelin, su lectura del mito y la importancia que le dio a la lingüística comparada se convirtieron en material teórico fundamental para el astrónomo Jean Sylvain Bailly, quien, también a través de las pruebas —o presuntas— que había reunido Gébelin, intentó demostrar la tesis —fundamental en su concepción de la historia— de la antigua existencia de una civilización nórdica originaria. La influencia que Gébelin tuvo en Bailly está ahora plenamente establecida, también en virtud del hecho de que ambos pertenecían a la logia Les Neuf Sœurs.
Apoyó las nuevas teorías económicas y la independencia de Estados Unidos colaborando en la publicación Affaires de L'Angleterre et de l'Amérique, publicada a partir de 1776.
En 1760, publicó la obra Les Toulousaines en la que defendió los derechos de los protestantes y luego fundó una institución en París para recopilar información sobre su publicación y despertar el interés público en apoyo de su causa.
En sus últimos años se convirtió en un defensor de la teoría del magnetismo animal de Franz Mesmer y se sometió a una terapia para el dolor en las piernas. Falleció mientras estaba en tratamiento.

## El Tarot
En el volumen VIII de Le Monde primitif publicado en 1781 incluyó un ensayo sobre el Tarot. En este cuenta que su primera impresión al verlo fue que era un remanente del mítico Libro de Thot. Sin contar con la traducción de los jeroglíficos, que Champollion realizó décadas más tarde, desarrolló su propia reconstrucción de su historia, según la cual los sacerdotes egipcios habrían destilado el conocimiento del Libro de Thoth en las imágenes de las cartas para luego confiar en los gitanos que habían traído a Europa para su custodia. De Gébelin también asoció los veintiún triunfos y El Loco con las letras del alfabeto egipcio —que en realidad no son veintidós—, que afirmaba compartir con el alfabeto hebreo.
Tratando de dar alguna evidencia concreta para apoyar la exactitud de su teoría sobre el origen egipcio del tarot, Court de Gebelin informó una serie de etimologías absolutamente falsas. Por ejemplo Ta-Ros, que significaría «camino real de la vida». Mat, «matado» o incluso «resquebrajado», porque El Loco, escribió, siempre está representado con un cerebro de tonto. Pa-Gad, que es El Mago, que se traduciría como «señor del destino». Pero estos términos, en realidad, no tienen relación con el idioma egipcio.
El volumen VIII también contenía un ensayo firmado por «M. le C. de M. ***», posteriormente identificado como Louis-Raphaël-Lucrèce de Fayolle, conte de Mellet. Él también apoyó la teoría del origen egipcio de las cartas de Tarot, pero su teoría difería en varios puntos de la reconstrucción de De Gébelin, por ejemplo indicando una introducción mucho más tardía de las cartas de Tarot en Europa y que las únicas cartas importantes eran los triunfos y El Loco y que los restantes —los palos de copas, monedas, espadas y bastos— se habían añadido sólo para camuflar mejor los triunfos. El conde de Mellet también sugirió el uso de las cartas de Tarot en la cartomancia como herramienta de adivinación, uso que retomaría dos años más tarde Etteilla, quien publicó un manual de lectura de cartas de tarot, que se hizo muy popular.
El volumen contenía los grabados de los veintidós Atouts y los cuatro Ases del llamado Tarot de Marsella, en el que se habían eliminado o minimizado los elementos cristianos tradicionales. Por ejemplo, El Hierofante se convirtió en «El Sumo Sacerdote», La Papisa en «La Sacerdotisa», El Carro se transformó en «El Osiris Triunfante», La Estrella se convirtió en Sirio —la Alfa Canis Maioris— . El Colgado se puso patas arriba convirtiéndose en La Prudencia —la cuarta virtud cardinal que faltaba en la baraja de Tarot—.

## El origen del lenguaje
En lo que se refiere específicamente al origen de las lenguas, Court de Gébelin puede considerarse un precursor de la fonosemántica moderna. Tomó la teoría de la formación mecánica de Charles de Brosses, pero la desarrolló desde un punto de vista no materialista: «Aunque el lenguaje es la aplicación de sonidos a objetos que tienen alguna relación con ellos, es sin embargo de origen divino. No son los hombres quienes han formado estos sonidos y estas relaciones; es Dios quien hizo del hombre un ser hablante».
En este sentido Court de Gébelin representa el vínculo entre el enfoque materialista-mecanicista de Charles de Brosses y el enfoque ocultista-espiritualista de Antoine Fabre d'Olivet. Dirigiendo su atención al idioma hebreo, entonces considerado como el idioma original de la humanidad, Court de Gébelin desarrolló un modelo fonético universal en el que la variedad fonética, como una paleta de colores, puede servir para pintar significados por imitación: «La Palabra es la pintura de nuestras ideas a través de los sonidos del instrumento vocal».
En el análisis de los elementos fonéticos, Court de Gébelin distingue las vocales de las consonantes, indicándolas respectivamente como hijos y entonaciones. En un intento por definir un patrón fonético universal, regular y armonioso, Court de Gébelin distingue siete grados vocales en escala descendente, como notas musicales incluidas en una octava, y siete articulaciones para consonantes, en los dos modos fuerte y débil. En total, tres series de siete, que elevan el número de sonidos simples de este inventario fonético, basado en la analogía musical, a 21.

## Obras
- Les Toulousaines ou lettres historiques et apologétiques en faveur de la religion réformée et de divers protestants condamnés dans ces derniers temps par le parlement de Toulouse, 1763. Memoriales sobre los casos Calas y Sirven.
- Le Monde primitif analysé et comparé avec le monde moderne considéré dans son génie allégorique et dans les allégories auxquelles conduisit ce génie, nueve volúmenes publicados entre 1773-1782, con una nueva edición en 1786.
  - vol. I : Monde primitif analysé et comparé avec le monde moderne, plano general de la obra y alegorías orientales.
  - vol. II : Grammaire universelle et comparative
  - vol. III : Origine du langage et de l'écriture
  - vol. IV : Histoire civile, religieuse et allégorique du calendrier
  - vol. V : Dictionnaire étymologique de la langue française
  - vol. VI e VII : Dictionnaire étymologique de la langue latine première partie e seconde partie
  - vol. VIII : L'histoire, le blason, les monnaies, les jeux
  - vol. IX : Dictionnaire étymologique de la langue grecque
- Histoire naturelle de la Parole, ou grammaire universelle à l'usage des jeunes gens, París, 1776, en octavilla. Segunda edición con prefacio y notas de Jean-Denis Lanjuinais, París, 1816, en octavilla. Repetición del segundo volumen de Monde primitif.
- Dictionnaire étymologique et raisonné des racines latines, à l'usage des jeunes gens, París, 1780, en octavilla. Extracto de los volúmenes VI y VII de Monde primitif
- Lettre sur le Magnétisme animal, París, 1783, en cuartilla, 47 páginas. Segunda edición con suplemento, París, 1784, en cuartilla, 48 páginas.
- Devoirs du prince et du citoyen, publicado póstumamente, 1789.